# 9K52 Luna-M
O 9K52 Luna-M é um veículo lançador de foguetes autopropulsado da ex-União Soviética, seu código na OTAN é FROG-7 de (Free Rocket Over Ground, pt:Foguete não Guiado de Emprego Terrestre). O sistema usa o míssil 9M21 não guiado, ele é montado em um caminhão 9P113 TEL (TEL - Transportador Eretor Lançador), baseado no caminhão modelo ZIL-135 8x8, o lançador é acompanhado por um veículo 9T29 (também baseado no ZIL-135) com um guindaste para rearmar o sistema. O Míssil 9M21 tem margem de erro em torno de 500 a 700 metros.

## Variantes
São variantes do míssil: 
- 9M21B com uma ogiva nuclear de 500 quilos e carga explosiva de 5 ou 25 kT.
- 9M21F com uma ogiva de alto explosivo.
- 9M21G com ogiva química de 390 quilos.
- Laith-90 versão melhorada no Iraque com um alcance maior de 90 quilômetros e uma ogiva de fragmentação.

## Operadores
Atuais 
- Afeganistão
- Bielorrússia 36 unidades do 9K52 e Tochka.
- Camarões 50 unidades.
- Coreia do Norte 24 unidades do 9K52 e 2K6 Luna veículo sobre lagartas.
- Cuba 65 unidades.
- Egito 288 unidades.
- Iêmen 12 unidades.
- Líbia 45 unidades.
- Rússia na reserva.
- Síria 18 unidades.
- Ucrânia 50 unidades.
- Hizbollah 500+ suplementados pelo Irã

Antigos
- Alemanha Oriental
- Argélia
- Bulgária
- Iémen do Sul
- Iraque
- Iugoslávia
- Kuwait
- Polónia
- Roménia
- Tchecoslováquia
- União Soviética